# NORAID
NORAID, oficialmente o Irish Northern Aid Committee (em português:  Comitê de Ajuda do Norte Irlandês), é uma organização irlandesa-americana fundada após o início do The Troubles na Irlanda do Norte em 1969. A organização afirma que a sua missão é ajudar na criação de uma Irlanda Unida no espírito da Proclamação da Páscoa de 1916 e apoiar o processo de paz na Irlanda do Norte. Durante os problemas, o NORAID era conhecido por arrecadar fundos para o Exército Republicano Irlandês Provisório e grupos de ajuda nacionalistas como a Cruz Verde e An Cumann Cabrach. A NORAID publica um boletim informativo intitulado The Irish People, que fornece análises e cobertura de eventos em andamento na Irlanda do Norte.

## Declaração de missão
A Irish Northern Aid é uma organização sediada nos Estados Unidos que apoia, através de meios pacíficos, o estabelecimento de uma Irlanda socialista e democrática com 32 condados.

A nossa estratégia: Desenvolver uma ampla coligação de apoiantes da Unidade Irlandesa através da organização e educação do público, dos nossos membros, dos líderes políticos e dos meios de comunicação social.

Apoiar o actual Processo de Paz, incluindo a plena implementação do Acordo de Sexta-Feira Santa, que foi endossado pela grande maioria do povo irlandês.

Apoiar um processo de reconciliação nacional e igualdade para todos os cidadãos da Irlanda.

Membros: De acordo com os princípios da Proclamação de 1916, a Irish Northern Aid está aberta a qualquer pessoa que compartilhe esses valores.

## História

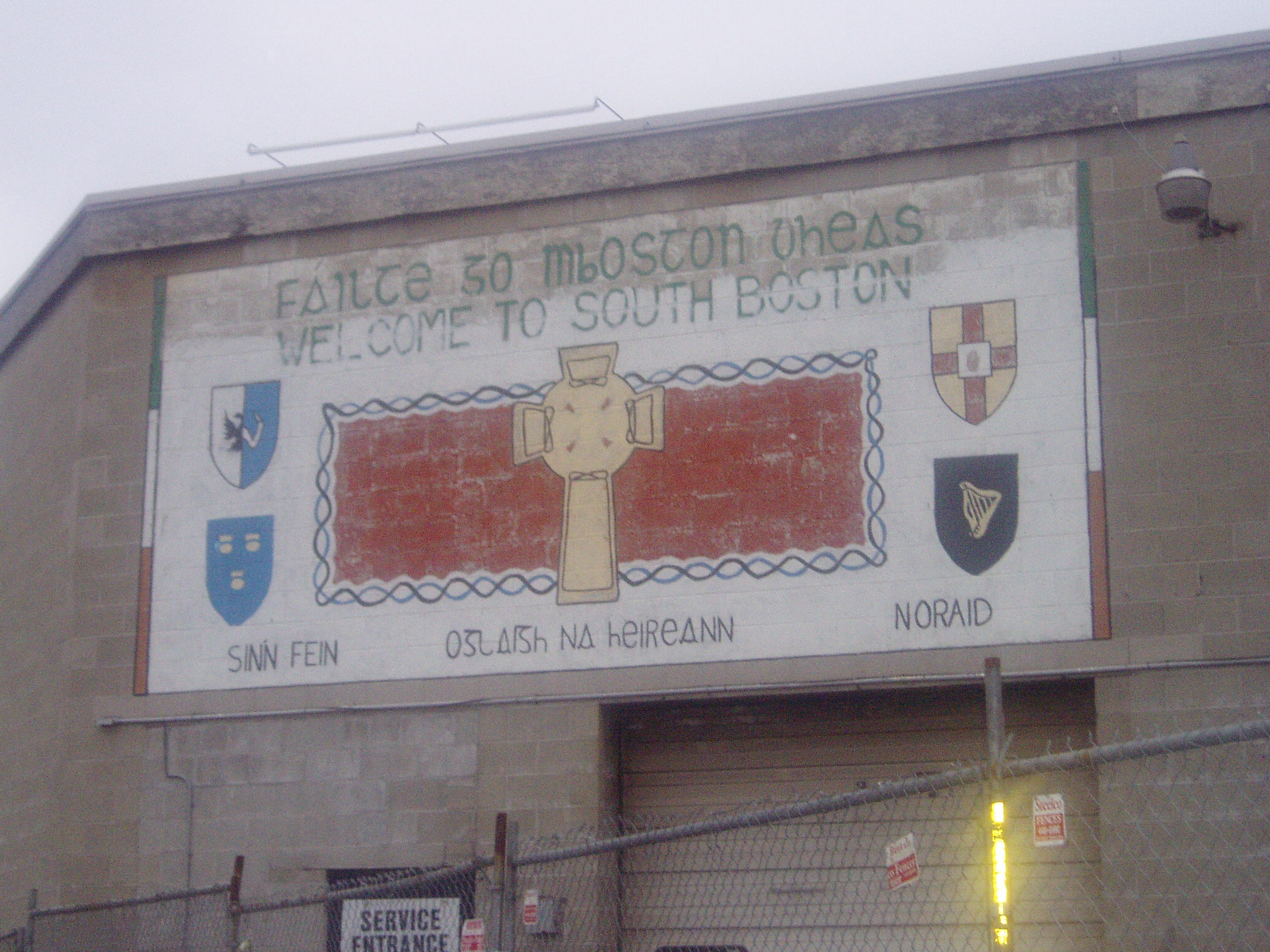
Mural em South Boston dizendo "Welcome to South Boston" em inglês e "Fáilte go mBoston dheas" em irlandês. Também é mostrada uma cruz celta, os brasões das províncias da Irlanda e as palavras "Sinn Féin", "Óglaigh na hÉireann" e "NORAID". Este Mural foi demolido juntamente com o edifício para dar lugar a habitação de residentes.

O NORAID foi organizado e dirigido pelo imigrante irlandês Michael Flannery, que na década de 1920 era membro da Brigada North Tipperary do Exército Republicano Irlandês. Para arrecadar fundos, a NORAID organizou jantares dançantes, doações em bares irlandeses e apelos por mala direta para apoio na ajuda humanitária na Irlanda durante os conflitos na Irlanda do Norte. 
Os funcionários da NORAID afirmaram que o seu dinheiro foi para duas organizações de ajuda irlandesas, Green Cross (fundada em 1973) e An Cumann Cabrach (fundada em novembro de 1953), para ajudar famílias de nacionalistas irlandeses presos ou mortos. No entanto, os políticos unionistas, grande parte da comunidade irlandesa-americana e os governos britânico, irlandês e dos Estados Unidos acusaram o NORAID de ser uma fachada para o Exército Republicano Irlandês Provisório (PIRA) e de estar envolvido na angariação de fundos para a importação de armas da América do Norte para o IRA desde o início dos anos 1970.     O historiador Ed Moloney contestou isso dizendo que os fundos arrecadados pelo NORAID foram em grande parte para as famílias dos voluntários do IRA presos, e que o Clan na Gael foi o principal financiador do IRA. 
Em maio de 1981, o Departamento de Justiça dos Estados Unidos ganhou um processo judicial que forçou o NORAID a registrar o Exército Republicano Irlandês Provisório como seu "principal estrangeiro" sob a Lei de Registro de Agentes Estrangeiros. Em sua decisão, o juiz distrital dos EUA Charles S. Haight Jr. escreveu: "A evidência incontestada é que [Noraid] é um agente do IRA, fornecendo dinheiro e serviços para outros fins que não de assistência." Os advogados do NORAID recorreram da decisão, mas perderam.  Após três anos de luta, foi alcançado um acordo entre os procuradores federais e a NORAID, permitindo-lhe incluir nos seus arquivos uma declaração escrita expressando que o documento tinha sido assinado sob coação e que a NORAID sustentava que o IRA não era o seu "principal estrangeiro". A NORAID retomou a apresentação de suas declarações financeiras em julho de 1984. 
No final da década de 1980, a NORAID era uma federação independente de filiais locais centrada na arrecadação de fundos. O Sinn Féin, o partido político associado ao IRA, queria que o NORAID expandisse as suas atividades. No final de 1988, a NORAID concordou em tentar alargar o seu apelo e o seu comité executivo foi alargado. O Sinn Féin enviou um organizador aos Estados Unidos e mais tempo e dinheiro foram dedicados ao lobby e à propaganda. 
O então presidente Pat O'Connell disse: "Os americanos estão fartos da política de seu próprio país. Eles com certeza não querem se envolver na política irlandesa. Eles só querem dar dinheiro para os prisioneiros e suas famílias, não para políticas pressão." O'Connell posteriormente abriu um escritório separado da NORAID no Bronx. 
Uma carta publicada mais tarde em dois semanários irlandeses de Nova Iorque acusava que, sob Martin Galvin e outros, o NORAID estava "a ser conduzido numa direcção em direcção à política e longe dos seus objectivos humanitários originais".  O primeiro nome entre quarenta e um signatários foi Michael Flannery, que em 1986 renunciou discretamente ao NORAID.  Galvin ingressou na Noraid no início dos anos 1970 e tornou-se diretor de publicidade do comitê e editor de seu jornal semanal, The Irish People. Mais tarde, ele se juntou ao conselho de administração do grupo.  Galvin rompeu com o Sinn Féin em meados da década de 1990 sobre a direção do processo de paz na Irlanda do Norte. 
No passado, a NORAID apoiou o "Project Children", uma organização com sede em Nova Iorque fundada em 1975, para proporcionar férias de verão a crianças da Irlanda do Norte, longe de conflitos sectários. 
A NORAID publicou a edição final do The Irish People em 13 de março de 2004. 